# كريل قرني
كريل قرني (الاسم العلمي: Thysanopoda cornuta) هو نوع من المفصليات يتبع جنس كريل مهدب القدم من الفصيلة الكريلية.